# LVMH
LVMH Moët Hennessy — Louis Vuitton (французское произношение: [moɛt‿ɛnɛsi lwi vɥitɔ̃]), (сокращённо LVMH) — французская транснациональная компания, известный производитель предметов роскоши под торговыми марками Christian Dior, Louis Vuitton, Givenchy, Guerlain, Moët & Chandon, Hennessy, Chaumet и др. Штаб-квартира — в Париже.

## История
Компания образована в 1987 году путём слияния двух игроков рынка продуктов роскоши — Louis Vuitton и Moët Hennessy, в свою очередь созданной в результате слияния в 1971 году производителя шампанского Moët & Chandon и коньячного производителя Hennessy. Благодаря слиянию группа LVMH стала лидером данного сектора рынка (14 % от мирового объёма продаж предметов роскоши в 2006 году). Слияние оценивалось в 4 млрд $ и было продиктовано желанием ускорить темпы роста на международной арене и избежать возможного поглощения. Поскольку компания Moët Hennessy в три раза превышала Louis Vuitton, председателем образовавшейся группы стал Ален Шевалье из первой компании, а председатель второй, Анри Ракамье (муж правнучки Луи Вюиттона), занял пост вице-президента. Ракамье и другие члены семьи Вюиттон взамен 60-процентной доли в Louis Vuitton получили 17 % акций LVMH, условия соглашения о слиянии предполагали сохранение значительной автономии составляющих группы. Однако вскоре между ними начались разногласия, вылившиеся в судебную тяжбу. В качестве компромисса в LVMH на пост главы был приглашён Бернар Арно. Тот с помощью банка Lazard Frères и британской компании Guinness приобрёл 45 % акций LVMH для себя, и, заручившись поддержкой семей Хеннесси и Моэ, полностью вытеснил представителей Louis Vuitton из группы.
На начало 1990-х годов оборот LVMH составлял 5 млрд $, а рыночная капитализация — 10 млрд $. В 1996 году за 2,6 млрд $ был куплен контрольный пакет акций сети беспошлинных магазинов DFS Group, а также дома мод Céline и Loewe. В следующем году за 267 млн $ была куплена французская сеть магазинов парфюмерии и косметики Sephora. Около половины выручки группы давала Азия, поэтому азиатский финансовый кризис несколько притормозил дальнейшие поглощения. В 1999 году были куплены несколько производителей часов (Tag Heuer AG, Zenith, Ebel и Chaumet) и на их основе было создано подразделение часов и ювелирных украшений.
В марте 2011 года было объявлено о фактическом поглощении компанией LVMH итальянского производителя предметов роскоши Bulgari. По условиям сделки, владельцы контрольного пакета акций компании — семья Булгари — обменяет 50,4 % акций на 3 % акций самой LVMH. Сумма сделки оценивается в 3,75 млрд евро.
25 ноября 2019 года в крупнейших СМИ сообщили о покупке LVMH контрольного пакета акций компании Tiffany & Co. за 16,2 млрд долларов (то есть по 135 $ за одну акцию).

## Собственники и руководство
Владельцы компании — президент группы Бернар Арно и его семья (47,4 %), институциональные инвесторы (44,2 %), физические лица (5,1 %). Капитализация на Парижской фондовой бирже на начало 2014 года — 90,9 млрд. евро; в июне 2018 года — 144 млрд..
По версии агентства Bloomberg глава холдинга LVMH Бернар Арно с состоянием $70,7 млрд стал в 2018 году самым богатым человеком Европы.

## Деятельность
LVMH — это крупнейшая в мире группа компаний по производству предметов роскоши, в которую входят следующие производители и марки:
- Одежда и изделия из кожи — одежда, обувь и аксессуары; компания владеет такими брендами, как Christian Dior, Louis Vuitton, Loewe, Marc Jacobs, Céline, Kenzo, Givenchy, Pink Shirtmaker, Emilio Pucci, Berluti, Loro Piana, Rimowa, Nicholas Kirkwood; производство осуществляется как на собственных фабриках, так и сторонними подрядчиками, расположенными преимущественно в Европе; продукция реализуется через сеть из более, чем 1500 магазинов; оборот €18,455 млрд;
- Розничная торговля — включает торговые сети Duty Free Shoppers (беспошлинные магазины в аэропортах, а также 20 торговых центров под названием Galleria в крупнейших городах мира), Starboard Cruise Services (магазины на круизных лайнерах) и Sephora (косметика и парфюмерия), а также торговые центры в Париже, Le Bon Marché Rive Gauche (универмаг) и La Grande Épicerie de Paris (продуктовый); компании принадлежит более 4500 магазинов; оборот €13,646 млрд;
- Парфюмерия и косметика — включает торговые марки Parfums Christian Dior, Guerlain, Parfums Givenchy, Kenzo Parfums, Benefit Cosmetics, Fresh, Perfumes Loewe, Make Up For Ever, Acqua di Parma, Kendo, Maison Francis Kurkdjian; почти все производственные мощности находятся во Франции и являются собственностью компании; некоторые из брендов имеют собственные сети бутиков, но основным каналом сбыта являются сторонние и собственные розничные сети, такие как Sephora; оборот 6,092 млрд евро;
- Вина и спиртные напитки — производство и реализация вин (Moët & Chandon, Dom Pérignon, Veuve Clicquot, Ruinart, Krug, Mercier), коньяка (под торговой маркой Hennessy) и других спиртных напитков (виски Woodinville Whiskey Company, Glenmorangie и Ardbeg, водка Belvedere, текила Volcán De Mi Tierra); около 20 % виноматериала дают собственные виноградники во Франции (хозяйства Château d’Yquem, Château Cheval Blanc, Domaine du Clos des Lambrays), Аргентине (Terrazas de Los Andes и Cheval des Andes), Австралии (Cape Mentelle) и Новой Зеландии (Cloudy Bay), Калифорнии (Newton Vineyard), Бразилии, Испании (Numanthia Termes), КНР (Ao Yun) и Индии; оборот €5,134 млрд;
- Часы и ювелирные изделия — компании принадлежат такие бренды, как TAG Heuer, Hublot, Zenith, Bulgari, Chaumet, Fred, Tiffany & Co. Производство в основном осуществляется на собственных заводах во Франции, Швейцарии, Италии и США; оборот €4,123 млрд;
- другая деятельность включает французскую финансовую газету «Les Echos», верфь по строительству яхт Royal Van Lent, сеть отелей Cheval Blanc, компанию по круизным турам Miami Cruiseline, торговый комплекс в Париже La Samaritaine и парижский парк развлечений Le Jardin d’Acclimatation, а также расходы на содержание штаб-квартиры; в сумме в 2018 году это принесло убыток в 332 млн евро.

Наибольшая доля выручки приходится (на 2022) на подразделения «мода и кожаные изделия» и «выборочная розничная торговля».
Географическое распределение выручки: Франция — 10 %, остальная Европа — 19 %, США — 24 %, Япония — 7 %, остальная Азия — 29 %, другие регионы — 11 %.

### Показатели деятельности
По итогам 2021 года чистая прибыль LVMH составила €17,2 млрд. Общая выручка — €64,2 млрд.
|                     | 1999  | 2000  | 2001  | 2002  | 2003  | 2004  | 2005  | 2006  | 2007  | 2008  | 2009  | 2010  | 2011  | 2012  | 2013  | 2014  | 2015  | 2016  | 2017  | 2018  |
| ------------------- | ----- | ----- | ----- | ----- | ----- | ----- | ----- | ----- | ----- | ----- | ----- | ----- | ----- | ----- | ----- | ----- | ----- | ----- | ----- | ----- |
| Оборот              | 8,547 | 11,58 | 12,23 | 12,69 | 11,96 | 12,48 | 13,91 | 15,31 | 16,48 | 17,19 | 17,05 | 20,32 | 23,66 | 28,10 | 29,02 | 30,64 | 35,66 | 37,60 | 42,64 | 46,83 |
| Чистая прибыль      | 0,693 | 0,722 | 0,010 | 0,556 | 0,723 | 1,402 | 1,668 | 2,160 | 2,331 | 2,318 | 1,973 | 3,319 | 3,465 | 3,909 | 3,947 | 6,105 | 4,001 | 4,453 | 5,840 | 6,990 |
| Активы              | 20,73 | 23,19 | 23,83 | 21,42 | 20,54 | 25,52 | 28,05 | 28,79 | 30,29 | 31,48 | 32,11 | 37,16 | 47,07 | 49,93 | 56,18 | 53,36 | 57,60 | 59,62 | 69,76 | 74,30 |
| Собственный капитал | 7,781 | 8,512 | 8,701 | 8,842 | 8,769 | 8,675 | 10,48 | 11,59 | 12,43 | 13,79 | 14,79 | 18,20 | 23,51 | 25,67 | 27,91 | 23,00 | 25,80 | 27,90 | 30,38 | 33,96 |

По итогам первого полугодия 2021 года выручка LVMH составила 28,7 млрд евро, это на 56 % лучше показателя аналогичного периода 2020 года.
В 2022 году чистая прибыль LVMH выросла на 17 %, до 14 млрд евро; выручка увеличилась на 23 %, до 79,184 млрд евро, чистый финансовый долг компании составил 9,201 млрд евро (уменьшлся на 4 % к предыдущему году).
За первое полугодие 2024 года чистая прибыль конгломерата упала на 14 %, а продажи выросли на 2 %.

### Деятельность в России
Концерн LVMH в 2006 году купил одного из крупнейших российских дистрибьюторов парфюмерии и косметики ООО «Селдико». Компания LVMH Perfumes & Cosmetics Russia (Seldico LLC) поставляет в Россию марки Parfums Christian Dior, Givenchy Parfums, Guerlain, Perfumes Loewe, Benefit Cosmetics, Kenzo Parfums, Make Up For Ever, Acqua di Parma и Maison Francis Kurkdjian.
В октябре 2008 года было объявлено, что LVMH и российская парфюмерно-косметическая сеть Ile de Beaute создают совместное предприятие. 45 % в нём будет принадлежать розничному подразделению LVMH сети Sephora, остальное — российскому партнеру ОАО «Единая Европа — С.Б.» (оператор сети Ile de Beaute, стопроцентная «дочка» ООО «Единая Европа»). Вся Ile de Beaute была оценена в $350–370 млн..
В марте 2022 года, из-за российского вторжения на Украину, группа LVMH объявила о приостановке своей деятельности и закрытии всех 124 магазинов в России.
В январе 2023 года Moet Hennessy сменила руководителя российской дочерней компании ООО «Моет Хеннесси дистрибьюшн Рус». Новым генеральным директором компании назначена Алина Клушина.